# Arquitetura da Rússia

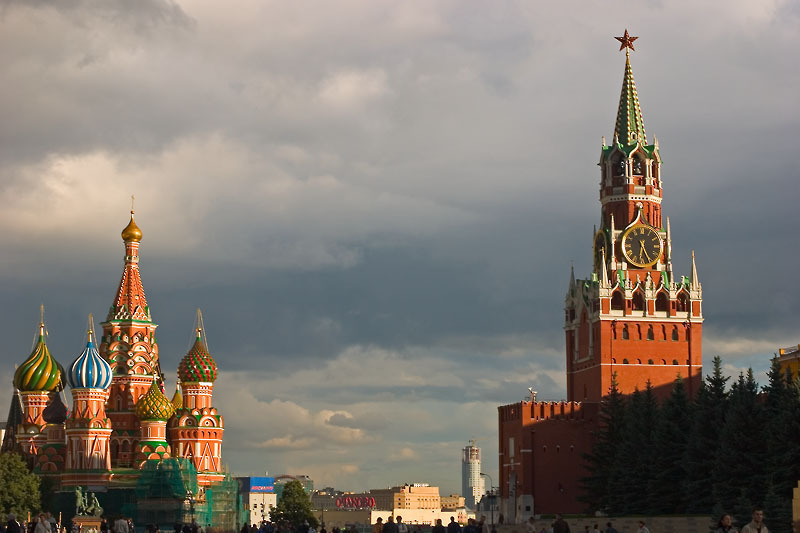
Catedral de São Basílio e o Kremlin.

Na Segunda Idade de Ouro, a arte bizantina estendeu-se à zona russa da Arménia, em Kiev construiu-se a igreja de Santa Sofia no ano 1017, seguindo fielmente os influxos da arquitetura de Constantinopla.  Estruturou-se em forma basilical de cinco naves terminadas em absides. Em Novgorod levantavam-se as igrejas de São Jorge e de Santa Sofia, ambas de projeto central.
Posteriormente, destacou-se a catedral de São Basílio, na Praça Vermelha em Moscou, realizada nos tempos de Ivan, o Terrível (1555 - 1560), cujas cinco cúpulas, a mais alta e esbelta no cruzeiro e outras quatro situadas nos ângulos que formam os braços da cruz, ressaltam por sua coloração, pelos elevados tambores e por suas características de perfis bulbosos.
À parte da arquitetura religiosa, também destacam-se construções civis tais como as fortalezas ou Kremlin, que há uma em cada cidade histórica importante russa. As fortalezas que mais se destacam são as de Moscou, Rostov e Suzdal.

## Galeria
- Arquitetura da Rússia de Kiev.
- Igreja de Ostrov - Estilo da Muscóvia.
- Arquitetura do Império Russo.
- Edifícios residenciais em Moscow.